# Vincent Sabatier
Vincent Sabatier, né le 28 février 1966 à Saint-Étienne, dans la Loire, est un poète français. Il est diplômé du Collège international de philosophie (Paris).

## Biographie
Après deux années d'études de médecine, Vincent Sabatier rejoint la Faculté d'arts plastiques de l'université Jean-Monnet-Saint-Étienne en 1989. En 1992, il est admis au Collège international de philosophie dont il obtient le diplôme en 1995, sous la présidence de François Jullien. Pendant trois ans, il travaille sur l'art, la philosophie et la littérature sous l'égide de Philippe Nys et Jean Lauxerois qui sont ses directeurs de recherche. Vincent Sabatier est proche de la pensée de Jacques Derrida qu'il a côtoyé.
Au cours de son séjour parisien, Vincent Sabatier met également en scène un premier et ultime projet d'expression artistique voué à disparaître.  En 1995, il investit la batterie Auerhahn, une station de radars allemands dont les vestiges sont encore abrités au cap d'Antifer, près des plages du Débarquement en Normandie. Ses créations, dont plus rien ne subsiste aujourd'hui, sont des toiles blanches sur papier, tendues dans des blockhaus par des filins métalliques afin de capter la lumière.
Dans le même temps, il édite un livre d'artiste à compte d'auteur. L'ouvrage, Mise en Garde, qui rassemble une trentaine de textes personnels, est présenté dans un coffret publié à de très rares exemplaires. Vincent Sabatier renonce dès lors à l'expression plastique pour s'acheminer aussitôt vers l'écriture. En s'inspirant de Kasimir Malevitch, il dit préférer désormais « la plume acérée » au « pinceau échevelé ».
En 2002, sa rencontre avec Didier Vergnaud qui dirige Le Bleu du Ciel, une maison d'édition installée à Coutras près de Bordeaux (Gironde), le conduit à publier son premier livre de poésie : Jacques Lacan - Jules Michelet, dans ce livre-lit se veut, explique l'auteur, un « texte impossible à étendre, ces sept cent trente-sept f-il-amant(s) de Jacques Lacan, encore neuf ; cinq cent quatre-vingt-six fragments marins de Jules Michelet, incisant épilés à la pince, arrachant des tissures puis épinglés au fil des contre-temps du pouvoir répondre d'un tissutier discours. »"  
À l'automne 2007, chez le même éditeur, Vincent Sabatier publie Parenchyme, Colette, la chirurgie, la gastronomi. « Parenchyme est un livre violemment excessif, si l'on me permet ce pléonasme, et conformément précis, sans la moindre concession aux postures habituelles chez les écrivains (ellipses, connivences, effets de surface, à peu près) » écrit à son propos Guillaume Fayard.
Vincent Sabatier travaille actuellement sur un projet qui mêle l'œuvre du marquis de Sade, la couture et l'architecture. Actuellement professeur d'éducation socio-culturelle au lycée agricole de Neuvy, près de Moulins.

## Publications en revues
- Vél-elles, l'affiche de poésie n°25, revue murale de poésie, édité par Le bleu du ciel, 1999
- Mise en boucherie, in Le Quartanier, Montréal, 2006
- Pliage sans titre, in Le bleu du ciel n°2 la revue, 1998